# Серпентинит
Серпентини́т (от лат. serpens «змея») или змееви́к — плотная горная порода (не путать с минералом серпентин), образовавшаяся в результате изменения — серпентиниза́ции — гипербазитов при метаморфизме магматических пород группы перидотита и пикрита, иногда также доломитов и доломитовых известняков.

## Характеристика камня

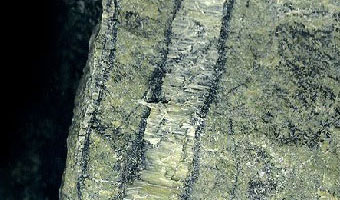
Образец серпентинита с прожилком хризотил-асбеста (добыт в словацкой Добшине)

Состоит главным образом из минералов группы серпентина и примеси карбонатов, иногда граната, оливина, пироксена, амфиболов, талька, а также рудных минералов магнетита, хромита и других. Самый чистый серпентинит образуется по перидотиту. Окраска зелёная с пятнами разных цветов. Богатство градаций зелёного тона зависит от присутствия тех или иных минеральных примесей, так, белый цвет обусловлен присутствием ветвящихся прожилок кальцита или доломита. Разнообразием цветовых оттенков отличаются серпентиниты Урала.
Серпентинит может постепенно, через серию промежуточных разностей, переходить в латеральном (боковом) направлении в исходную породу. Серпентиниты залегают в виде неправильных масс и линзовидных тел. Крупные перидотитовые массивы нередко полностью серпентинизированы.
Серпентинит имеет гладкую на ощупь поверхность. Текстура массивная, сланцеватость практически отсутствует.
По особенностям минерального состава различают антигоритовые, хризолитовые, бронзитовые, гранатовые и другие серпентиниты.

## Распространенность
В России серпентиниты широко развиты на Кавказе, Урале, в Восточном Саяне, Туве и других регионах. В США самые крупные залежи серпентинитов приурочены к береговым хребтам на западе страны. Серпентиниты известны также в районе озера Верхнего, в Северной Каролине и Джорджии, в Мэриленде и Пенсильвании, на острове Статен в Нью-Йоркской гавани. В Великобритании они распространены на полуострове Корнуолл, в Шотландии и на Шетландских островах. В Германии крупные залежи в Саксонии (Цёблиц), в Австрии — в Зальцбурге. Добывается также в Швейцарии, Польше и других странах.

## Применение

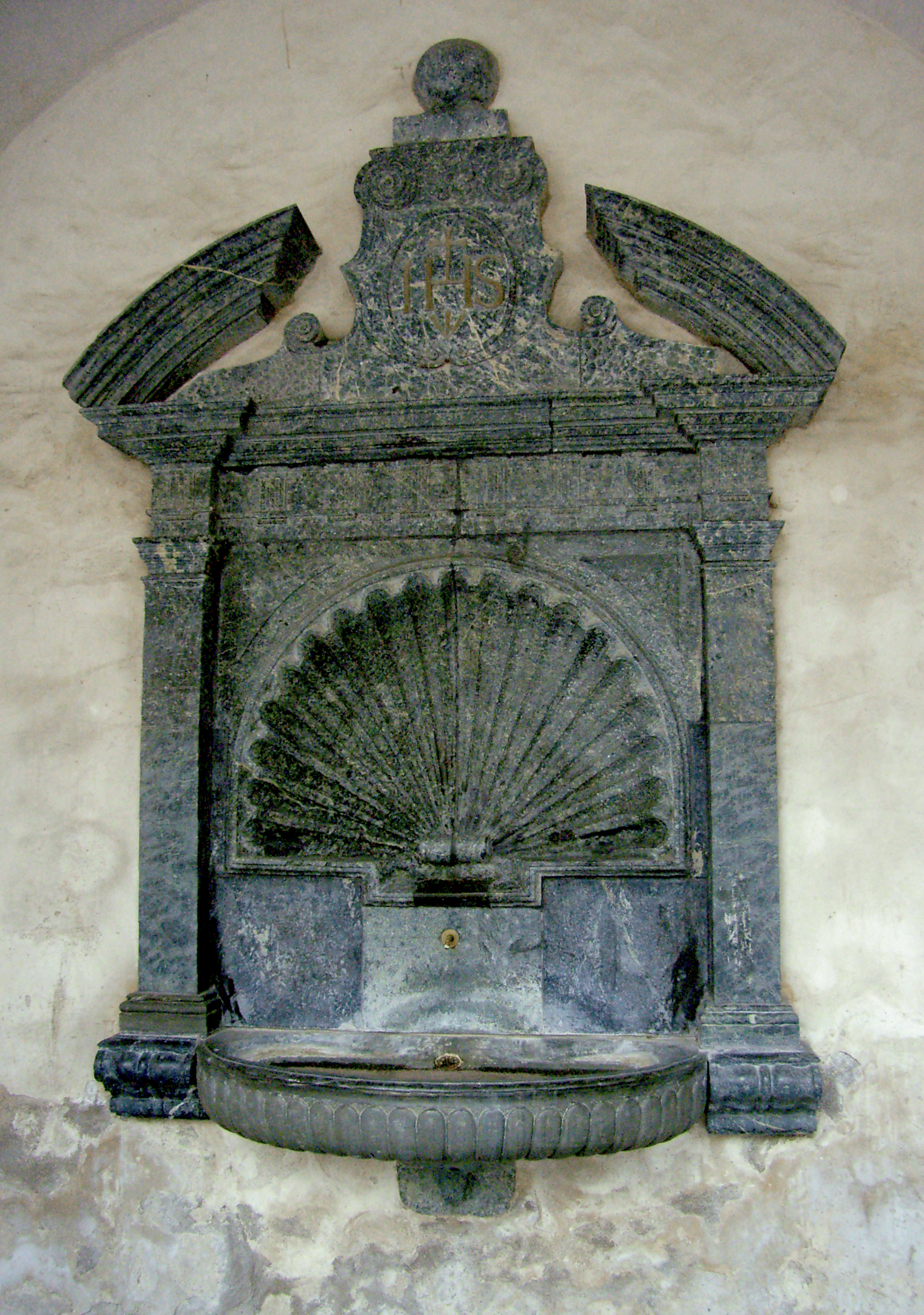
Фонтан из серпентинита во дворце Штоккальпер (Бриг, Швейцария)

Применяется в строительном деле для внутренней отделки общественных зданий и сооружений — для отделки интерьеров применяются полированные блоки и плиты серпентинита. Неустойчив к воздействию атмосферы. Серпентинит с пятнами кальцита или доломита — серпентинитовый мрамор, или офикальцит — хорошо полируется и используется как декоративный камень. Красивые зеленые серпентинитовые породы из уральских месторождений применяются не только для облицовки (например, вестибюль станции Алексеевская Московского метрополитена), но и в качестве поделочного камня (подсвечники, подставки).
Помимо указанного, применяется в технике. В частности, при строительстве АЭС в некоторые элементы конструкций добавляется «серпентинитовая галька» (мелкодисперсные 0,5—2 см фракции), в качестве биологической защиты от ионизирующих излучений.